# Ondatrini
Ondatrini — триба напівводних гризунів родини Arvicolinae. Вони відомі як ондатри. Вони є родичами полівок і лемінгів.

## Класифікація
Він містить два сучасні види, кожен з яких належить до свого роду, обидва з яких походять з Північної Америки:
- Рід Neofiber
  - N. alleni
- Рід Ondatra
  - O. zibethicus

З них ондатра (O. zibethicus) зустрічається по всій Північній Америці, окрім більш теплих і сухих регіонів, і була завезена в Євразію. Круглохвоста ондатра (N. alleni) зустрічається лише у Флориді та прилеглій Джорджії, недалеко від ареалу O. zibethicus. Деякі автори відносять обидва роди до різних триб (Ondatrini й Neofibrini), але Американське товариство теріологів відносить обидва до Ondatrini, і деякі молекулярні докази підтверджують тісний зв'язок між обома родами. Деякі філогенетичні дані вказують на те, що балканська снігова полівка (Dinaromys bogdanovi) також може бути членом Ondatrini, але це невизначено, і вона все ще класифікується як Pliomyini ASM.

## Еволюція
Ondatrini, ймовірно, походить від роду сибірських полівок, які вторглися в Північну Америку близько 5 мільйонів років тому. Найдавніші скам'янілості цеї триби належать до скам'янілостей ондатри раннього пліоцену. Пліоценові викопні таксони Ogmodontomys і Cosomys, обидва з Північної Америки, ймовірно, також належать до триби Ondatrini. Пліо-плейстоценові викопні таксони Dolomys, Pliomys (з племені Pliomyini) і Kislangia з Євразії також були класифіковані в цю групу деякими авторитетами, але це було оскаржено.
Філогенетичне дослідження 2021 року показало, що Ondatrini утворює сестринську групу до Dicrostonychini (визначається як члени як Dicrostonychini sensu stricto, так і Phenacomyini).